# Denis Diderot

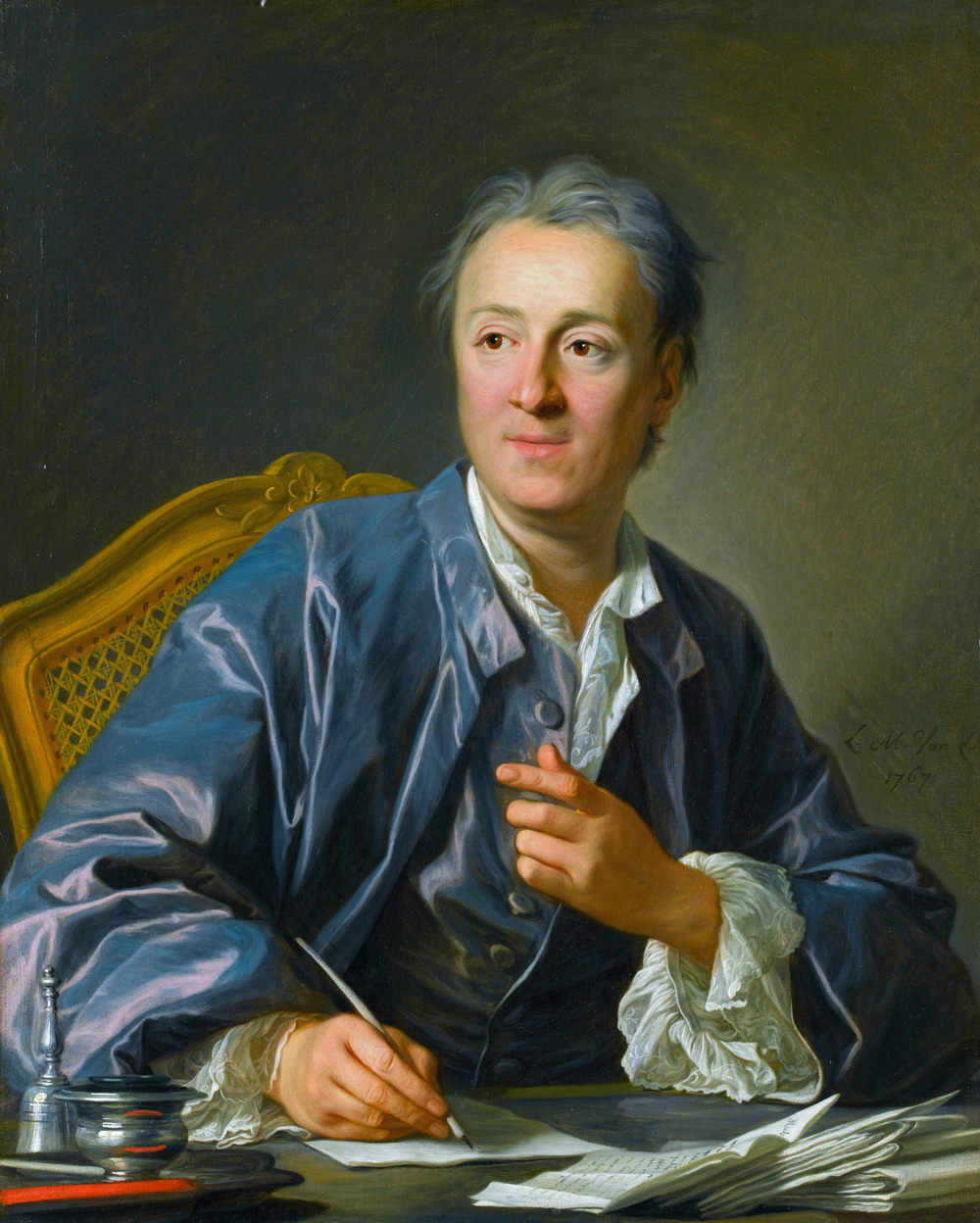
Denis Diderot (Louis-Michel van Loo festménye, 1767)

Denis Diderot (ejtsd: döni didró) (Langres, 1713. október 5. – Párizs, 1784. július 31.) francia materialista filozófus és író, a nagy francia enciklopédia, az Encyclopédie főszerkesztője, szervezője, a francia és az egyetemes kultúra egyik legnagyobb hatású alakja, a világ további sorsára döntően ható szellemi mozgalom, a felvilágosodás egyik kiemelkedő gondolkodója.

## Élete
Apja késes-köszörűs mester volt, ő is megtanulta ezt a szakmát, de családja segítségével iskolába is járhatott. Előbb a jezsuitáknál tanult, majd a párizsi Collège d' Harcourt (janzenista szellemű) egyetemen bölcsészetet hallgatott, közben fordított, tanított, cikkeket írt, könyvet árult, egyúttal a párizsi bohémélet ismert alakjává vált. 1743-ban elvette a hívő katolikus Anne-Antoinette Championt, 1753-ban lányuk is született, Marie-Angélique. Később levelezésbe fogott Nagy Katalin orosz cárnővel, akivel hiába próbálta elfogadtatni a Felvilágosodás demokratizáló eszmeiségét. Családjáról jól gondoskodott. Sok félreértésre adtak lehetőséget irodalmi barátságai intelligens nőkkel, mint Madame Puisieux írónő, majd 1755-ben megismerkedésük után Sophie Volland, akivel e barátság kitartott élete végéig. Neki írt levelei részletesen jelenítik meg a korabeli filozófiai körök életét Párizsban.

## Korai munkái
Diderot legkorábbi munkái közé tartozik Temple Stanyan művének fordítása, Görögország történelme (1743), valamint két munkatársával lefordította dr. James of London Gyógyszerszótárát (1746–1748) és megjelentette Anthony Ashley-Cooper Erény és érdem vizsgálata című művének szabadfordítását néhány saját megjegyzéssel kiegészítve (1745).
1746-ban írta Filozófiai gondolatok című művét, amit azonnal hozzá is rakott rövid összehasonlító tanulmányához a természetes vallásról. 1747-ben készült a Promenade du sceptique, amiben allegorikusan ábrázolja a katolikus egyház szertelenségét, az annak világával vetekedő örömök hiúságát valamint az egyház és a világ felett álló filozófiák kétségbeesettségét és kiismerhetetlenségét.
1748-ban írta Fecsegő csecsebecsék (Les Bijoux indiscrets) című művét, melyben kigúnyolta a kor erkölcsét és egyben felmutatta az értelmes erkölcs lehetőségét is, de miután pajzánsága miatt sokakat megbotránkoztatott vele, ezt a művét később megbánta.
1749-ben készült következő műve, a Levél a vakokról (Lettre sur les aveugles), amelyben már mint önálló gondolkodó jelenik meg. Ennek a rövid műnek a tárgya az ember öt érzékétől való függésének bemutatása volt. A tanulmányban leírja, hogy az értelem hátrányt szenved a többi érzék valamelyikének problémája miatt, ugyanezt fejti ki a Levél a süketekről és a némákról című munkájában is. A két tanulmány filozófiai jelentősége, hogy a relativizmus elvei felé vezető úton érnek el jelentős haladást, amikor az isten létét is megkérdőjelezik. Ez az egyház és hatóságok számára túl sok volt, ezért Diderot börtönbe került Vincennes-ben. Itt három hónapot töltött el, majd miután kiszabadult, nekilátott élete gigantikus művének.

## Encyclopédie

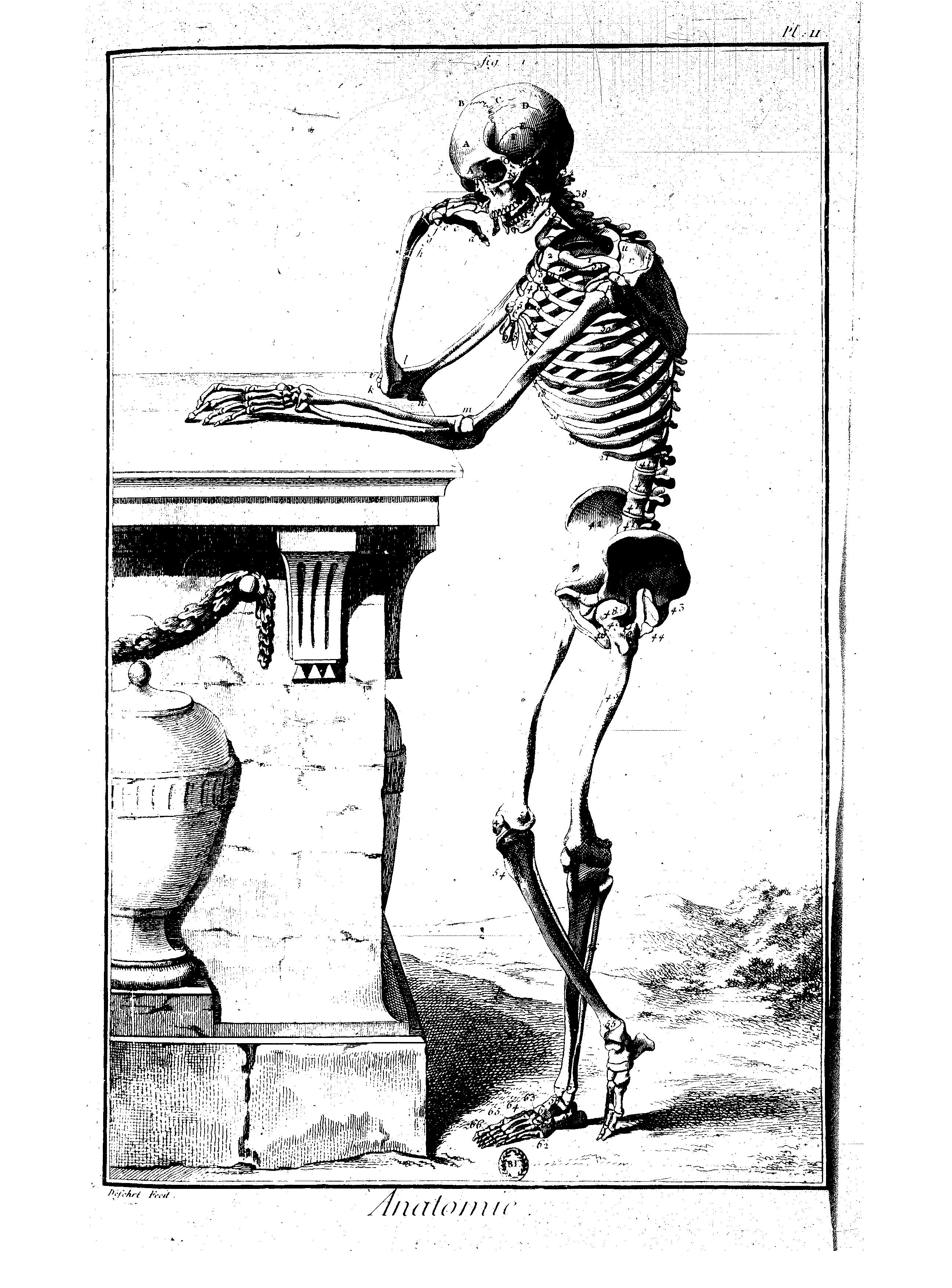
Az Encyclopédie egy illusztrációja

Először Ephraim Chambers Cyclopaedia, vagy a művészetek és tudományok egyetemes szótára című munkájának az angol John Mills és a német Gottfried Sellius közreműködésével 1743 és 1745 között zajló franciára fordítása és megjelentetése tervével kereste meg Diderot-t a könyvárus és nyomdász André Le Breton. Diderot elfogadta a felkérést, de túlzottan elfoglalt és leterhelt elméje miatt a terv átalakult. Meggyőzte Le Bretont, hogy a Cyclopaedia egyszerű lefordítása helyett találjanak ki valami újat, ami egy tető alá hozza az összes aktív szerzőt, összegyűjti a gondolatokat és ismereteket, amelyek akkoriban a Levelező Köztársaság alsóbb szintjein keringtek, de szétszórtságuk miatt hatástalannak bizonyultak.
Lelkesedése meggyőzte a kiadókat, azok összegyűjtötték a szükséges tőkét egy nagyobb vállalkozás számára, sokkal nagyobbat, mint amit előzőleg terveztek. Diderot meggyőzte Jean le Rond d’Alembert-t, hogy legyen a munkatársa, a kormány pedig megadta a szükséges engedélyt. 1750-ben egy részletes ismertető hirdette a munkát a nyilvánosság számára, 1751-ben pedig meg is jelent az első kötet. Az utolsó kiadvány 1765-ben jelent meg, de egészen 1772-ig tartott, amíg az előfizetők megkapták az Encyclopédie, ou dictionnaire raisonné des sciences, des arts et des métiers utolsó köteteit. (Az érdekesség kedvéért megjegyezhető, hogy az egyik szerzőtárs, Charles Pinot Duclos ugyanúgy az Harcourt-ba járt, mint maga Diderot.)

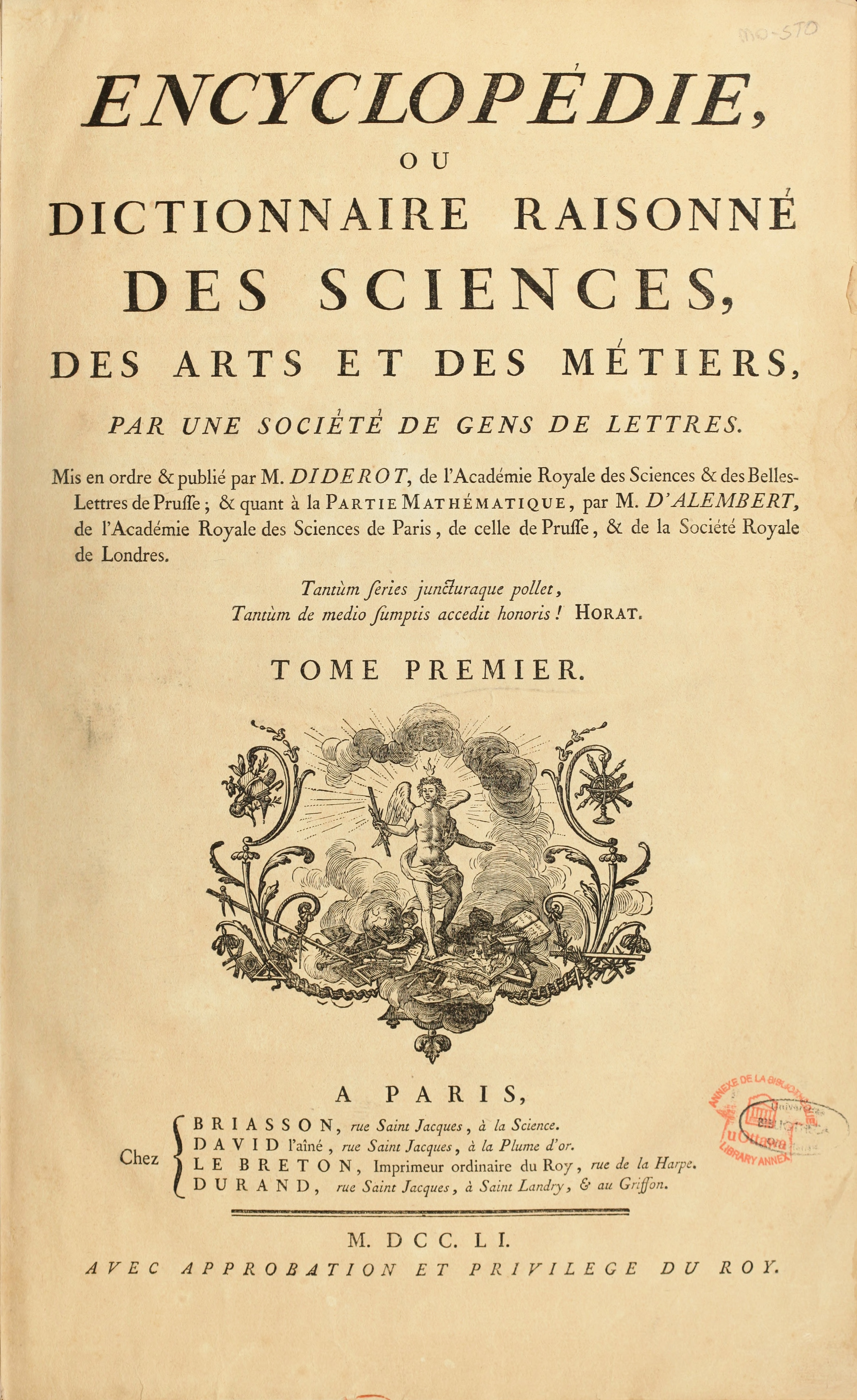
Az Encyclopédie borítója

Ez a húsz év Diderot életében nem csak egyszerűen szakadatlan munkával telt, hanem egyúttal a folyamatos üldöztetést és barátai eltűnését is végig kellett szenvednie. Az egyház gyűlölte az Encyclopédie-t, amelyben filozófiai ellenfeleik megerősödését vélte felfedezni és 1757 végére már elfogyott a türelme. Az Encyclopédie-t a kormányzó társadalmi osztály, a francia arisztokrácia is fenyegette, mert az elfogadta a vallási türelmet, a gondolatszabadságot, valamint a tudomány és a gazdaság fontosságát. Az előfizetők száma 2000-ről 4000-re nőtt, ami jól mutatta a munka hatását és hatalmát a népesség körében. A mű azt a demokratikus alapelvet képviselte, hogy a kormánynak foglalkoznia kellene a közemberrel a társadalomban.

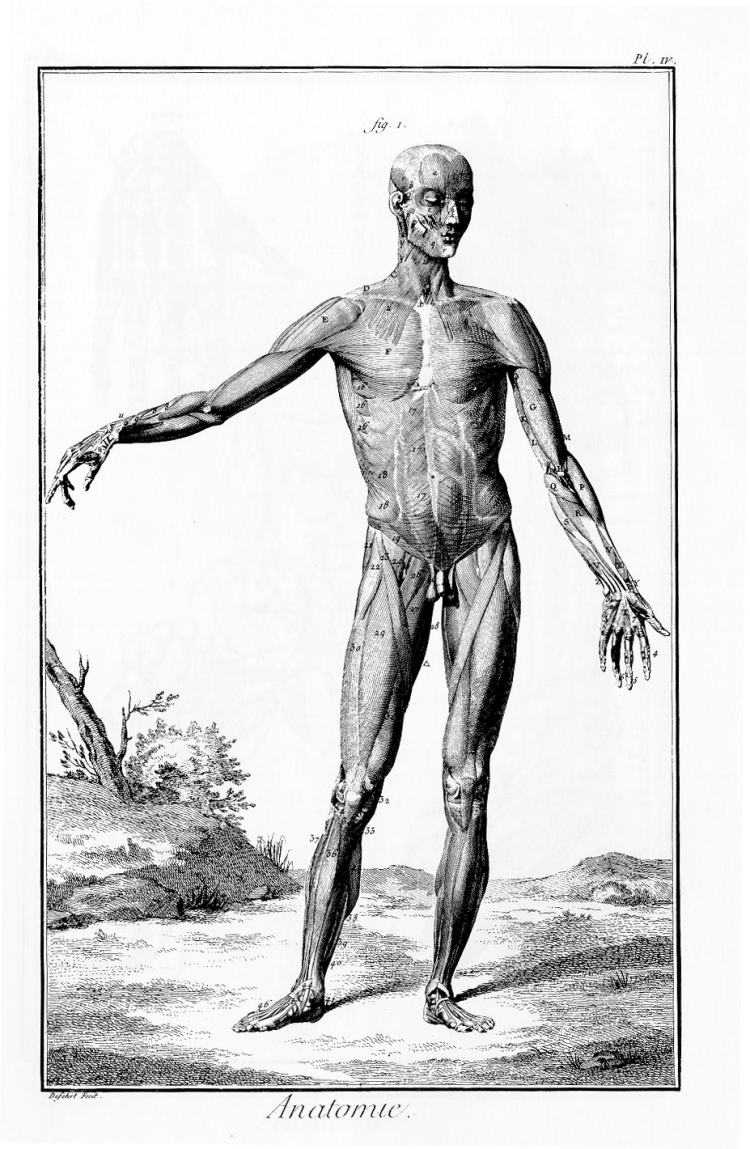
Az Encyclopédie egy illusztrációja

A korabeli ellenzők vélekedése szerint az Encyclopédie egy összeesküvő társaság szervezett munkája volt, ami veszélyes nézeteket terjesztett a társadalomra nézve, 1759-ben az Encyclopédie-t ezért szabályosan elhallgattatták. A rendelet ugyanakkor nem akadályozhatta meg a munka folytatását, ami haladt is tovább, noha a nehézségek jelentősen megnőttek azáltal, hogy titokban kellett folytatni.
D’Alembert és más jelentős szerzők, köztük Anne Robert Jacques Turgot visszavonulása a vállalkozásról csökkentette a rossz hírű könyv végső elkészülésének esélyeit. Diderot-ra hárult a feladat, hogy legjobb tudása szerint befejezze azt. Több száz cikket írt, amelyek között voltak jelentéktelenebbek is, de a legtöbb közülük sok munkával készült, széles körű és terjedelmes. Tekintetét folyamatosan a korrektúrán tartotta és a kevésbé hozzáértő szerkesztők kéziratait megfelelő formába hozta. Napjait a műhelyekben töltötte, felügyelte a gyártás folyamatát, éjjelente pedig arra ügyelt, hogy nyomtatásban az jelenjen meg, amit napközben hallott. A rendőrség eközben folyamatosan ismétlődő rajtaütésekkel zaklatta.
Az utolsó pillanatban, amikor hatalmas munkája a vége felé közeledett, a sérelmek betetőzéseként még sor került egy utolsó összeütközésre. Felfedezte, hogy a könyvárus a kormány haragjától félve a korrektúrázott oldalakból kitörölt részeket, amikről azt gondolta, hogy veszélyesek. A pillanat, amiért Diderot húsz hosszú és kemény évet adott az életéből, ezzel megváltoztathatatlanul elromlott.

## Filozófiája
Ifjúságában Diderot Voltaire és az ő deizmusának követője volt, de fokozatosan a materializmus és ateizmus irányába mozdult el. Ez a folyamat 1747-ben fejeződött be a Szkeptikus sétája (Promenade du Skeptique) című munkája második részének publikálásával. 1754-es, A természet értelmezéséről (Pensees sur l'interpretation de la nature) című könyvében, részletesen kifejtette nézeteit a természetről, fejlődésről, materializmusról, matematikáról, és a kísérleti tudományról.
Diderot lelkesen üdvözölte barátja, Holbach báró A természet rendszere című könyvét. Kijelentette: nagyszerűnek tartja, hogy a szerző világosan, határozottan, őszintén fogalmazza meg gondolatait, nem ateista az egyik oldalon és deista egy következőn, filozófiája egységes egészet alkot.
Az Encyclopedie szerkesztése során úgy gondolt erre a nagy munkára, mint ami az utókornak készül és remélte, hogy az majd hálás lesz érte. Kijelentette, hogy az utókor a filozófus számára az, ami a hívő ember számára a másvilág.

## További művei
Noha az Encyclopédie volt Diderot leghíresebb munkája, szellemi érdeklődésének majdnem minden területén hagyott nyomokat új és virágzó gondolataival.
Írt szentimentális színdarabot A törvénytelen fiú és A családapa címmel, drámai költészettel társítva őket, mint amilyen a Színészparadoxon, amelyben a dráma új elveit hirdeti meg, a valódi élet komoly, nemzeti, de nem tragikus burzsoá színjátékát a klasszikus francia dráma erőltetett szabályaival szemben.

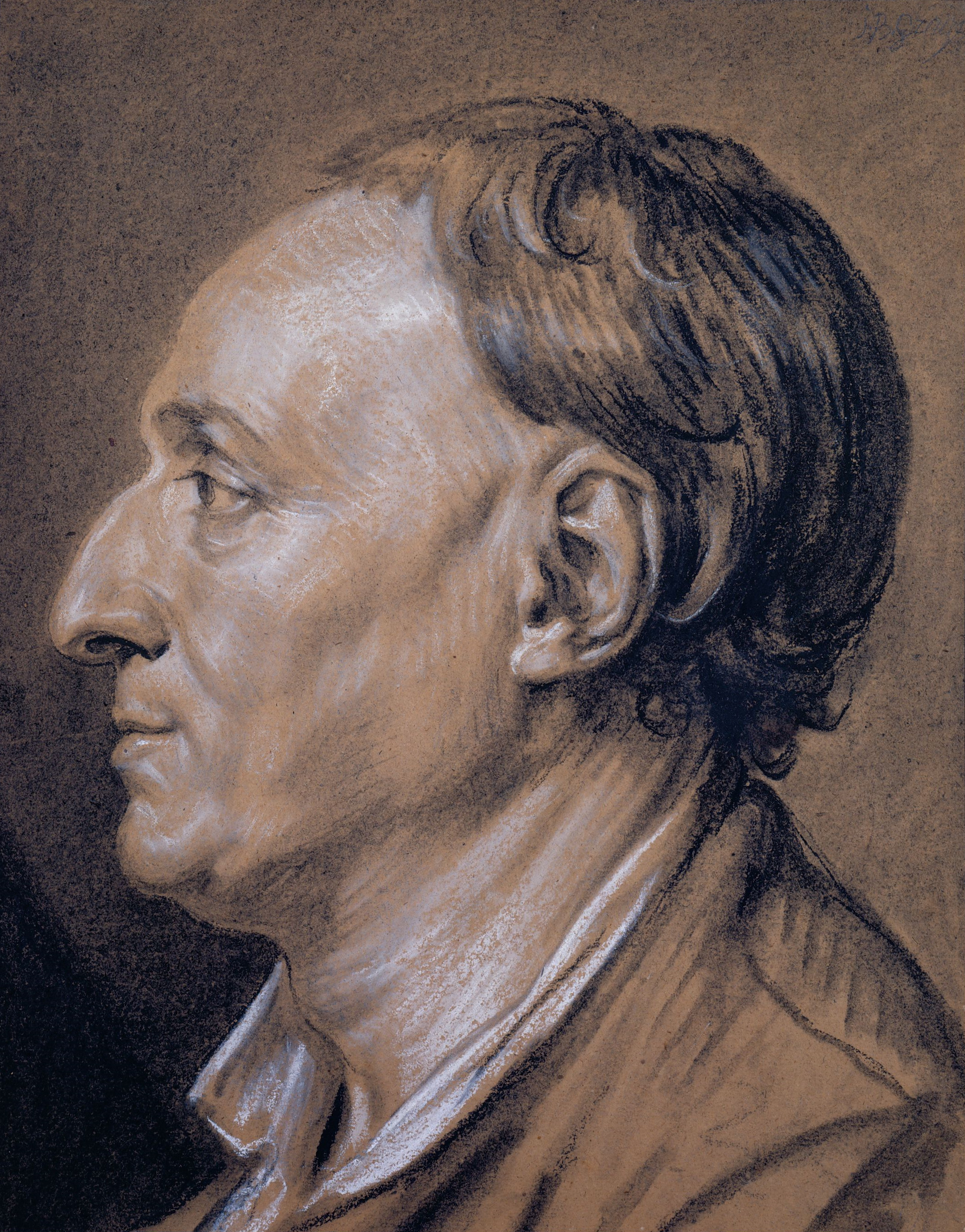
Diderot portréja (Jean-Baptiste Greuze, 1766)

Diderot-nak kiemelkedő szépirodalmi munkássága. 1760-ban készült legismertebb regénye, Az apáca, melyben egy kolostorba zárt lány tragédiáját mutatja be. A mű egyházellenessége miatt csak Diderot halála után jelenhetett meg. A Mindenmindegy Jakab című 1773-ban készült, de csak 1796-ban megjelent munkája újító erejű volt a regények struktúrájának és tartalmának szabályait illetően, egyúttal filozófiai gondolatokat közvetített a szabad akaratról. A Rameau unokaöccse egy tragikomédia, amelyben az értelmiségi fiatalság „bohém" életformája jelenik meg társadalmi és lélektani szempontból. A mű pontos célja vita tárgyát képezi, nem világos hogy egyszerűen kortárs szatírának készült, az önérdek elméletének leegyszerűsített abszurditása, a hétköznapi erkölcsi szabályok iróniája, pusztán vita a zenéről, vagy egy élősködő ember nyomatékos drámai karcolata.
Diderot műkritikája szintén nagy hatású volt. Essai sur la peinture (Értekezés a festőművészetről) című munkáját Johann Wolfgang von Goethe annyira jónak találta, hogy lefordította és úgy jellemezte, hogy „csodálatos munka, ami inkább segíti a költőt, mint a festőt, noha a festő is olyan, mint egy fénylő lámpa.”
Diderot legközelebbi barátja a filológus Friedrich Melchior Grimm volt. Grimm Németországban különböző személyek számára hírleveleket írt, amik beszámoltak a Párizsban, Európa szellemi fővárosában zajló művészeti és irodalmi világ eseményeiről. Diderot 1759 és 1779 között maga is segítette Grimmt, az évente rendezett Paris Salon-beli festészeti kiállításról rendszeresen készített neki összefoglalót. Ezek a jól olvasható beszámolók is mutatják magas színvonalú műkritikáját. Charles-Augustin Sainte-Beuve szerint ezzel a franciákat bevezették egy új érzékelési folyamatba és a gondolatok segítségével megmutatták nekik az értelem színességének rejtélyeit.
A kortárs művészek között Jean-Baptiste Greuze volt Diderot kedvence. Greuze jellegzetes képei a színek segítségével a hazaszeretet és a hétköznapi élet szenvedéseinek ugyanazokat az érzelmeit mutatták be, amelyeket Diderot is próbált egy időben megjeleníteni. Diderot ezeket a fogalmakat az emberek mindennapi életében találta érdekesnek, nem pedig az elvont küzdelemben, noha az egyéni szereplő esetei vagy egy különleges család sorsa mindig foglalkoztatták, de egy-egy esetben mindig a valóságos indítékokra koncentrált. Érdeklődése legtöbbször tanulságos és együtt érző formában jelent meg, bár a két legjelentősebb művében nem együttérző, hanem inkább ironikus.
Diderot más művei egészen széles skálán mozognak, a könnyed „Regrets sur ma vieille robe de chambre” című írástól egészen a D’Alembert álmáig, ahol olyan problémák mélységeit boncolgatja, mint a végső kérdés alapelvei vagy az élet értelme.
Amennyire sokféle és szakadatlan volt szellemi tevékenysége, annyira nem tudott anyagi javaival gazdálkodni. Egyik pozícióját sem biztosította be, nem tudta elérni érdemei hivatalos elismerését sem, ami ahhoz kellett volna, hogy az Akadémia tagjává válasszák. Amikor elérkezett az idő, hogy a lányának hozományt biztosítson, nem látott más lehetőséget, mint hogy eladja a könyvtárát. Amikor ezt pártfogója, II. Katalin cárnő meghallotta, egy ügynököt küldött Párizsba, hogy a szentpétervári udvar nevében megvegye a könyvtárat, Diderot-t pedig könyvtárigazgatónak kinevezve további lakhatást és éves fizetést biztosított számára, így élete hátralévő részében nem voltak anyagi gondjai.
1784. július 31-én halt meg Párizsban, a Szent Rókus-templomban temették el.

## Fontosabb munkái
- Encyclopédie (főszerkesztő), 1746–1772
- Uralkodók politikai elvei
- Filozófiai gondolatok (Pensées philosophiques), 1746
- Levél a vakokról (Lettre sur les aveugles), 1749
- Színészparadoxon (Paradoxe sur le comédien), 1775

### Dráma
- A törvénytelen fiú (Le Fils naturel), 1757
- A családapa (Le Père de famille), 1758

A törvénytelen forradalom a fiú élete, a családapa a forradalom vezére.

### Szépirodalom
- Fecsegő csecsebecsék (Les bijoux indiscrets), 1747
- Az apáca, 1760
- Rameau unokaöccse (Le Neveu de Rameau), 1761
- D’Alambert álma (Le rêve de D'Alembert), 1769
- Mindenmindegy Jakab (Jaques, le fataliste), 1773

## Magyarul

### 1919-ig
- Az apácza; ford. Szépfaludi Örlőssy Ferenc; Heckenast Ny., Pest, 1869
- Diderot válogatott filozófiai művei, 1-2.; ford. Kiss Samu, Alexander Bernát, bev., jegyz. Alexander Bernát; Franklin, Bp., 1895–1900
- Az apáca. Regény a XVIII. századból; ford. Holló Jenő; Népszava, Bp., 1907
- Levél a vakokról, azokhoz, akik látnak; ford. Révész Béla; Fejér-Glatter Ny., Bp., 1914 (Darwin-könyvtár)
- Diderot válogatott filozófiai művei; ford. Kun Samu, Alexander Bernát; 2. jav. kiad.; Franklin, Bp., 1915

### 1920–1944
- Rameau unokaöccse; ford. Kemény Gábor, előszó Benedek Marcell; Dante, Bp., 1922 (A szellem harcosai)
- Mikor a néma ajkak megszólaltak; ford., bev. Rexa Dezső; Genius, Bp., 1923
- (A drágalátos fecsegők; Fecsegő csecsebecsék címen is)
- A drágalátos fecsegők; ford. Rexa Dezső; Genius, Bp., 1924 (Nagy írók – nagy írások)
  - (Mikor a néma ajkak megszólaltak; Fecsegő csecsebecsék címen is)
- Párbeszéd a hitetlenségről; ford. Kun Sámuel; Világosság, Bp., 1930
- Természet és társadalom; ford., bev. Csehi Gyula; Pannónia Ny., Debrecen, 1943

### 1945–
- Az apáca; ford. Kovács Klára; Franklin, Bp., 1950 (A világirodalom remekei)
- Denis Diderot válogatott filozófiai művei; szerk., bev., jegyz. Szigeti József, ford. Csatlós János, Győry János; Akadémiai, Bp., 1951 (Filozófiai írók tára Ú. F.)
- A francia felvilágosodás. Válogatás Diderot és az enciklopedisták műveiből; szerk., bev., jegyz. Gyergyai Albert, ford. Gyergyai Albert, Szávai Nándor; Művelt Nép, Bp., 1954
- Megtévesztés vagy Arcképek története. Dialógus; ford., utószó Gyertyán Ervin; Magyar Helikon, Bp., 1958
- Rameau unokaöccse. Szatirikus párbeszéd; ford. Győry János, utószó Bartócz Ilona, jegyz. Szekeres György; Európa, Bp., 1958 (Világirodalmi kiskönyvtár)
- Mindenmindegy Jakab meg a gazdája / Rameau unokaöccse; ford. Bartócz Ilona, bev. Lakits Pál, jegyz. Kenéz Ernő; Európa, Bp., 1960 (A világirodalom klasszikusai)
- Az apáca; ford. Máthé Klára, utószó Bajomi Lázár Endre; Szépirodalmi, Bp., 1961 (Olcsó könyvtár)
- Házasság és hűség / Igaz mese / Egy este otthon; ford. Bartócz Ilona, ford., utószó, jegyz. Dániel Anna; Magyar Helikon, Bp., 1963
- Színészparadoxon / Dráma a költészetről; ford. Görög Livia, utószó Benedek András, jegyz. Staud Géza; Magyar Helikon–Nyomdaipari Tanulóintézet, Bp., 1966
- Fecsegő csecsebecsék; ford. Katona Tamás; Európa, Bp., 1966
  - (Mikor a néma ajkak megszólaltak; A drágalátos fecsegők címen is)
- Fényűzés (Enciklopédia-cikk) / Egy filozófus irattárcájából kiszökött töredékek / Levelek Sophie Volland-hoz / Levelek Falconet-hoz / Természetjog (Enciklopédia-cikk) / Részlet az 1767-es Szalon-ból / Helvetius Az emberről című művének cáfolata / A boldogság temploma; ford. Ludassy Mária / Politikai töredék / Reflexiók Helvétius A szellemről című könyvéről; ford. Győry János; Levél Landois-hoz; ford. Csatlós János / A párbeszéd folytatása; ford. Zsámboki Mária / A nőkről; ford. Csehi Gyula; in: A francia felvilágosodás morálfilozófiája. Válogatás; vál., utószó, jegyz. Ludassy Mária; Gondolat, Bp., 1975 (Etikai gondolkodók)
- Denis Diderot válogatott filozófiai művei; szerk., bev., jegyz. Szigeti József, ford. Csatlós János, Győry János; 2. jav. kiad.; Akadémiai, Bp., 1983 (Filozófiai írók tára)
- Rameau unokaöccse; ford., szerk., kiegészítő fejezetek Szívós Mihály; PannonKlett, Bp., 1997 (Matúra Bölcselet)
- Beszélgetések A törvénytelen fiúról; ford. Lőrinszky Ildikó; Attraktor, Máriabesnyő-Gödöllő, 2005
- Esztétika, filozófia, politika; szerk. Kovács Eszter, Penke Olga, Szász Géza; L'Harmattan–SZTE Filozófia Tanszék, Bp.–Szeged, 2013 (Rezonőr)

### Művei online
- Az apáca – MEK
- Fecsegő csecsebecsék – MEK